# Flora Rossica
Flora Rossica (abreviado Fl. Ross.) es un libro con ilustraciones y descripciones botánicas que fue escrito por el zoólogo y botánico alemán Peter Simon Pallas, célebre por sus trabajos en Rusia; y publicado en San Petersburgo en dos volúmenes en los años 1784-1788, con el nombre de Flora Rossica seu Stirpium Imperii Rossici per Europam et Asiam, indigenarum descriptiones et icones.